# Thank you Satan
Thank you Satan est une chanson libertaire emblématique de Léo Ferré, publiée en 1961 sur le super 45 tours Les Chansons interdites de Léo Ferré (voir Discographie). Elle est interprétée sur scène par Ferré dans son récital à l'Alhambra de Paris, capté et publié la même année sur disque.

## Forme
Paroles et musique sont de Léo Ferré. L'arrangement est de Jean-Michel Defaye.

## Enregistrement

### Production
- Arrangements et direction musicale : Jean-Michel Defaye
- Prise de son : Gerhard Lehner
- Production exécutive : Michel Fernandez

## Reprises
- Mama Béa sur l'album Du côté de chez Léo en 1995
- Dionysos sur la compilation Avec Léo et l'album live Whatever the Weather en 2003
- Bernard Lavilliers sur le DVD Lavilliers chante Ferré en 2009
- Tony Hymas sur l'album Tony Hymas joue Léo Ferré en 2016
- Cali sur l'album Cali chante Léo Ferré en 2018